# Neferkare IV
Neferkare IV of Neferkare Chendoe was een farao van de 7e dynastie van de Egyptische oudheid. Zijn naam betekent: De Ka van Re is Schitterend! en "Strijdende".

## Biografie
Van deze koning is zeer weinig bekend. Zijn naam komt voor in de Koningslijst van Abydos. Geen artefacten of overblijfselen zijn gevonden.